# Defensa Aèria d'Egipte
Les Forces de Defensa Aèria d'Egipte o FDAE (en àrab: قوات الدفاع الجوي) (Quwwat El-Difa El-Gawwi) són una branca de les Forces Armades d'Egipte que s'encarrega de la defensa antiaèria. La FDAE és la responsable de protegir l'espai aeri egipci contra qualsevol atac aeri hostil. La FDAE va ser establerta d'acord amb el decret presidencial emès l'1 de febrer de 1968, que preveia l'establiment de la Força de Defensa Aèria com la 4ª branca de les forces armades egipcies, juntament amb l'Armada d'Egipte, l'Exèrcit d'Egipte i la Força Aèria d'Egipte. Anteriorment, la defensa aèria formava part de l'artilleria i estava sota el comandament operatiu de la Força Aèria.
Egipte té un sistema modern d'armament de defensa aèria, que es divideix entre els míssils antiaeris de llarg, mitjà i curt abast, els sistemes d'artilleria i els radars d'alerta primerenca. Els oficials són majoritàriament graduats de l'Acadèmia Egípcia de la Defensa Aèria, que es troba a Alexandria. La seu central es troba al Caire i actualment el Comandant en cap és el General de Divisió Ali Fahmi i el cap de personal de la defensa aèria és el general de divisió Darrag. Les forces egípcies de la defensa aèria estan formades per 30.000 oficials i soldats més 50.000 reclutes de lleva.

## Equipament

### Llançadores de míssils terra-aire
| Nom              | Imatge | Origen       | Tipus                            | Model  | Unitats |
| ---------------- | ------ | ------------ | -------------------------------- | ------ | ------- |
| S75 Dvina        |        | Egipte       | Llançadora de míssils terra-aire | SA-2   | 100     |
| MIM-72 Chaparral |        | Estats Units | Llançadora de míssils terra-aire | MIM-72 | 80      |
| AN/TWQ-1 Avenger |        | Estats Units | Llançadora de míssils terra-aire | TWQ-1  | 75      |
| Pechora M2       |        | Rússia       | Llançadora de míssils terra-aire | SA-3   | 70      |
| MIM-23 Hawk      |        | Estats Units | Llançadora de míssils terra-aire | MIM-23 | 62      |
| Kub              |        | Rússia       | Llançadora de míssils terra-aire | SA-6   | 56      |
| Crotale          |        | França       | Llançadora de míssils terra-aire | VT-1   | 36      |
| Strela-1         |        | Rússia       | Llançadora de míssils terra-aire | SA-9   | 20      |
| Tor              |        | Rússia       | Llançadora de míssils terra-aire | SA-15  | 16      |
| Buk              |        | Rússia       | Llançadora de míssils terra-aire | SA-7   | -       |
| S300             |        | Rússia       | Llançadora de míssils terra-aire | SA-23  | -       |

### Bateries antiaèries autopropulsades
| Nom            | Imatge | Origen          | Tipus                            | Model      | Unitats |
| -------------- | ------ | --------------- | -------------------------------- | ---------- | ------- |
| ZSU-57-2       |        | Rússia          | Bateria antiaèria autopropulsada | Obyekt 500 | 40      |
| M113 AA        |        | Estats Units    | Bateria antiaèria autopropulsada | M113       | -       |
| ZSU-23-4 Xilka |        | Rússia          | Bateria antiaèria autopropulsada | ZSU 23-4   | -       |
| M53/59 Praga   |        | República Txeca | Bateria antiaèria autopropulsada | M53/59     | -       |

### Bateries antiaèries
| Nom          | Imatge | Origen       | Tipus             | Model   | Unitats |
| ------------ | ------ | ------------ | ----------------- | ------- | ------- |
| 52-K         |        | Rússia       | Bateria antiaèria | 52-K    | 400     |
| ZU-23-2      |        | Rússia       | Bateria antiaèria | ZU-23-2 | 280     |
| AZP S-60     |        | Rússia       | Bateria antiaèria | AZP     | 200     |
| KS-19        |        | Rússia       | Bateria antiaèria | KS-19   | 200     |
| 61-K         |        | Rússia       | Bateria antiaèria | 61-K    | 200     |
| ZPU          |        | Rússia       | Bateria antiaèria | ZPU     | 200     |
| KS-30        |        | Rússia       | Bateria antiaèria | KS-30   | 120     |
| Oerlikon GDF |        | Suïssa       | Bateria antiaèria | GDF     | 72      |
| M167 VADS    |        | Estats Units | Bateria antiaèria | M167    | 72      |